# Sommarlov (TV-program)
Sommarlov är titeln på SVT:s sommarlovsprogram åren 1988–1991, 1995 samt från och med 2010. Programmet sändes även 1992 men då under det omvända namnet Volrammos, medan det 2005 och 2009 fick tilläggen 05 och 09. SVT:s sommarlovsprogram har sänts sedan 1978 under olika namn, till exempel Tippen.
År 2024 uppskattade SVT att det varje sommar kommer runt 150 000 besökare på inspelningarna av Sommarlov.

## Säsonger

### 1988
1988 presenterades Sommarlov av de ordinarie TV-hallåorna och innehöll bland annat Sommarhajk, Doktor Snuggles och Solstollarna med Ulla-Bella. Programmet filmades mot en vägg tapetserad med teckningar som barnen skickat in. 

### 1989
En repris på konceptet ovan. Programmet använde även samma vinjett som året innan. Programmet visade bland annat Anita och Televinken, Fisketur, Poco och Nikolaj Olsens hemlige liv.

### 1990
1990 var Gila Bergqvist programledare för Sommarlov tillsammans med Ellinor Persson och Jan Trolin. Samma uppsättning programledare som Unga tvåan. I programmet visades flera TV-serier, dessa var frågesportsserien Kuckelikul, Kanalgänget, Stora skogsäventyret, Hajk med Bengt Alsterlind samt franska Franck och Foo Yang.

### 1991
1991 återvände Gila Bergqvist men denna gång i sällskap av Peter Settman och Fredde Granberg som hade en trimmad Volvo Amazon. Miljön var vid en övergiven campingplats mitt ute i skogen, där programledarna bodde i en gammal, liten husvagn.
Programmet hade en egen kalender (som en julkalender) kallad "Flipper", där tittarna först kunde öppna dagens lucka för att se en bild, för att sedan ringa in och svara på dagens fråga som hade koppling till bilden. Den delen av programmet hade en egen vinjett som i stort sett var filmad på ett flipperspel.
I programmet visades det flera TV-serier, som t ex Sommarhajk med Bengt Alsterlind, Katten Gustaf, SK8-TV (1990) från Nickelodeon , Fisketur (1989) gjord av Börje Peratt, Betty's Bunch (1989) som var ett äventyrsdrama från Nya Zeeland.
En av gästerna i programmet var Kylie Minogue som fick smaka på kräftor.

### 1992
1992 
Volrammos (vars titel är ordet "Sommarlov" baklänges) sändes som sommarlovsprogram i SVT måndag–fredag 15 juni–14 augusti 1992. De båda utomjordingarna Retep (Peter Hellström) och Negröj (Jörgen Balkow) kraschlandar på jorden med sitt rymdskepp där de träffar Arlette (Arlette Brorson-Kaiser) och hunden Hoffman. De försöker reparera rymdskeppet för att kunna återvända hem till sin planet Tåkab. Reparationen misslyckas och de blir istället hämtade av sina vänner från Tåkab. (Bakåt, syftning på att de pratar baklänges och att deras namn och programserien läses baklänges).
Programmet och tävlingarna hade rymden som tema, bland annat rymdbock.
Medverkande:
Arlette Brorson-Kaiser - Arlette
Jörgen Balkow - Negröj
Peter Hellström - Retep
Alf Pilnäs (sista avsnittet)
Kongahälla Mud Drivers (sista avsnittet)

### 1993–1994:Tippen
1993 och 1994 sändes Tippen i SVT 14 juni–12 augusti respektive 13 juni–11 augusti.
Serien utspelade sig på en soptipp och kretsade mycket kring återvinning och miljöfrågor med mottot "Ingenting försvinner, allt finns kvar" – en vardaglig tolkning av fysikens konserveringslagar. I programmet visades även TV-serier och programserier, exempelvis Clarissas värld (Clarissa), Agaton Sax, Gustaf och hans vänner, Sommarhajk och Kollosommar.
I Tippen medverkade framför allt "Lasse å Morgan" (Lasse Beischer och Morgan Alling) som sopgubbar samt tippens ägare Kenneth Rydholm och Eva Ekengren som i serien var hans dotter. Flera av rollfigurerna gjorde ett gästspel i 2003 års sommarlovsprogram Badeboda Bo.
Medverkande: Morgan, Lasse, Eva Ekengren, Kenneth Rydholm

### 1995
Programledare för 1995-års Sommarlov var syskonen Erik och Sara Haag. Programmet handlade detta år mycket om kaniner; barn som hade kaniner som husdjur visade upp dem i TV och man fick även tävla med kaninerna i olika hinderbanor. 
TV-serier som visades i programmet detta år inkluderar Katten Gustaf, Clarissa och Skolan på Boot Street.

### 2010
Programmet återgick till titeln Sommarlov under 2010, programmet hade premiär måndag 14 juni 2010 klockan 09.00 och programledare var Malin Olsson och hennes bisittare  Petter "Peps" Svensson. 
Programmet direktsändes från en båt i Dockan, en hamn i Malmö. Båten hade från första början inget namn, men efter en tittaromröstning döptes båten, från och med 22 juni, till M/S Hajen. 
Från 23 juni, alltså dagen efter, till 25 juni (midsommarafton), fick Yankho Kamwendo vikariera för Malin, eftersom hon skulle till Mallorca för att vara med på ett bröllop.
TV-serier som visades i programmet var Fångad, Vampyrskolan, Pinsamheter, Småkryp, Fåret Shaun, Lillas Smågodis och M.I. High.
Vinjetten skrevs och framfördes av bandet Babian.
Andra som medverkade i programmet var matrosen Peps; som brukade klä ut sig i olika kostymer och förklädnader. De två vattenexperterna Ulf och Patrik, kocken Tareq Taylor och marinbiologen Martin som tog med sig svenska vattendjur på fredagarna.

### 2011
Även detta år direktsändes Sommarlov vid båten M/S Hajen från Dockan i Malmö med Malin Olsson, nu tillsammans med Kristoffer "Kringlan" Svensson. Nytt för 2011 var att det även sändes på helgerna. Programmet hade publik tisdagar till lördagar, alltså ej söndagar och måndagar då programmen var förinspelade. Upplägget var precis som föregående år: en timme direktsändning 09.00–10.00 (med repris 18.30–19.30) där det bjöds på gäster (såväl kända som okända), tävlingar och olika barnprogram som exempelvis: Fåret Shaun, Flyg 29 saknas, Fiska med Anders, Oscars oas. Pinsamheter och Djungelboken. En tradition i programmet var att det alltid avslutades med att någon hoppade i vattnet för att kontrollera badtemperaturen. Då skrek de "Det är inte för kallt för att bada".

### 2012
Även denna sommar sändes Sommarlov i SVT från "Dockan" i Malmö, från en ny husbåt som genom tittaromröstning fick namnet "Rockan". Temat för programmet var vänskap och programledare var Malin Olsson, Kringlan Svensson och Joni Söderström Winter. Premiären var 11 juni. Avslutningen var 17 augusti.

### 2013

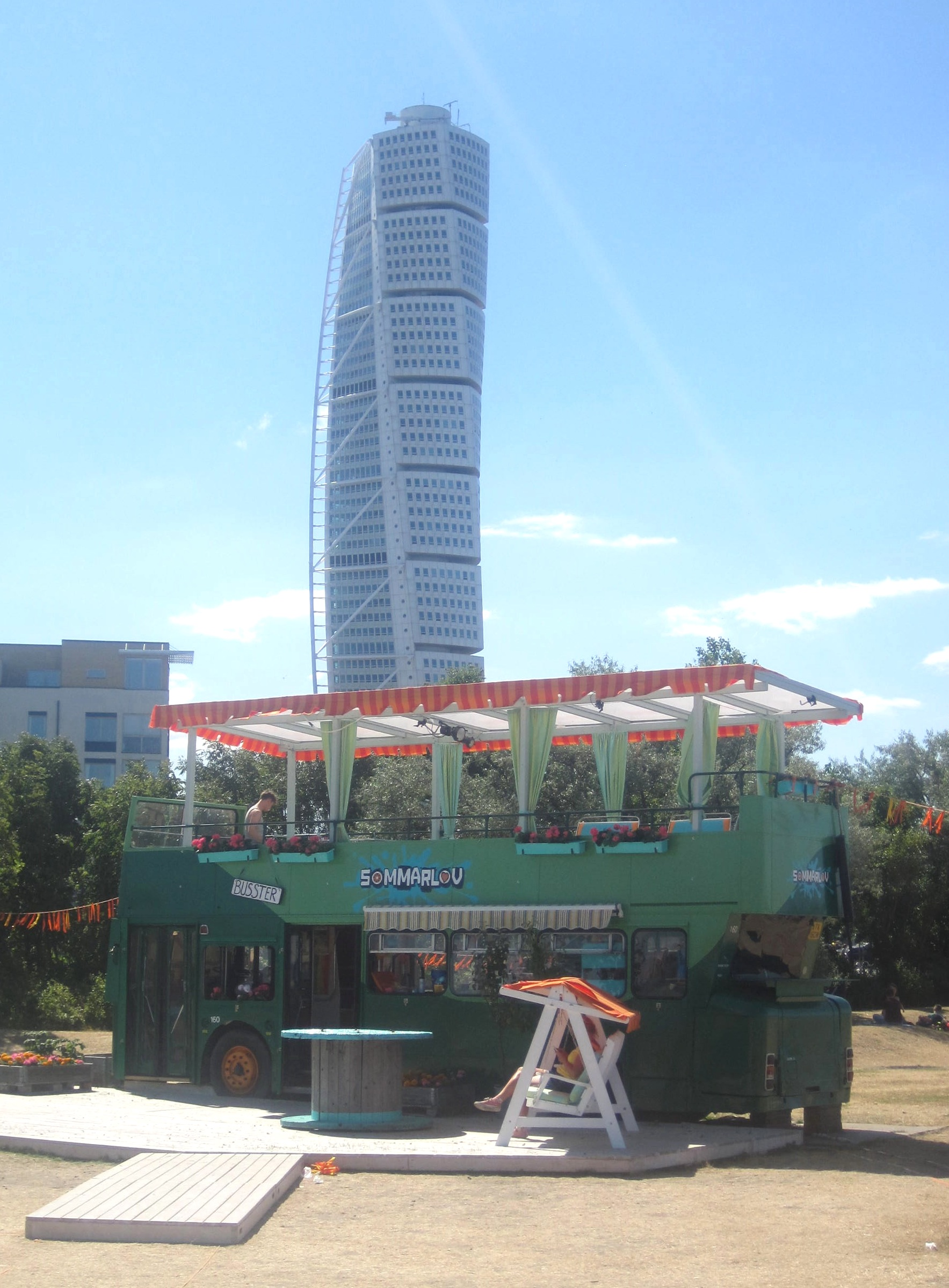
Den buss från vilken 2013 års Sommarlov sändes. I bakgrunden Turning Torso.

Denna sommar sändes programmet från en annan del av Västra hamnen och från en buss. Sommarens tema var att dela med sig av det man kan. Några av gästerna detta år var Krista Siegfrids, Mary N'diaye och Danny Saucedo. Detta år tog man bara badtempen i första och sista programmet, resten av sommaren fick tittarna skicka in en bild eller video på när de tog badtempen. År 2013 sändes programmet av Malin Olsson, Kringlan Svensson och av Rijal Mbamba. Exempel på program som visades var "Bara på skoj" och "Oscars oas".

### 2014
För andra året i rad sändes Sommarlov från en dubbeldäckarbuss vid badplatsen Scaniabadet i Västra hamnen i Malmö. Programmet visades veckans alla dagar (det direktsändes måndag - fredag) kl 09.00 - 10.00 i Barnkanalen, den 9 juni till 15 augusti. Detta år sändes programmet av Malin Olsson, Rijal Mbamba och Alexander Hermansson. Under några veckors tid var även Farah Abadi programledare. Kringlan medverkade inte detta år. Exempel på program som visades är "Piratöarna", "Bara på skoj", ”Parallax” och "Fåret Shaun".

### 2015
Även detta år sändes programmet från bussen Busster i västra hamnen i Malmö. Farah Abadi, Alexander Hermansson och Rijal Mbamba ledde återigen programmet tillsammans. Årets tema var rörelse, och tittare kunde skicka in bilder och videor när de rör på sig för att samla rörelseengergi till Farah's uppfinning "Toaportören". Med toaportören kan man resa till andra platser och lära sig nya saker, och städer som Landskrona, Lycksele och Stockholm besöktes. "Den gåtfulla ön", "Zip Zip", "Annedroider", "Lassie" och nya avsnitt av "Spartikelmysteriet" är exempel på program som visades under sommaren.

### 2016
Sommarlov sändes även 2016 från Västra hamnen i Malmö. Programmet hade premiär måndagen den 13 juni klockan 9.00 och leddes av förra årets programledare Alexander Hermansson, Malin Olsson som gjorde Sommarlovscomeback efter ett års frånvaro, samt nykomlingen Angelika Prick. Temat för den här säsongen var superhjältar. En gång i veckan reste programledarna ut i Sverige för att träffa olika barn, som alla har varsin superkraft. Målet var att väcka alla superhjältar runt om i landet för att stoppa den så kallade Sommarskuggan. Även fredagsartisterna, Panetoz, Babian, Saraha, Wiktoria, Paul Rey, Lisa Ajax, Ace Wilder, Oscar Zia och Nova Miller, berättade om sina superkrafter. Sommarlov 2016 bjöd bland annat på den spännande fortsättningen av Mysteriet på Barnkanalen, Ranchen, Heidi, Thunderbirds och nya avsnitt av Annedroider. Programmet direktsändes inför publik måndag–fredag från bussen Busster vid Scaniabadet, och på helgerna visades förinspelade program. I näst sista avsnittet avslöjades det att det var den fiktiva chefen, spelad av Jonas Karlström Hay, som var Sommarskuggan.

### 2017
Sommarlov sändes åter från Scaniabadet i Västra Hamnen i Malmö med Alexander Hermansson och Angelika Prick som programledare (Malin Olsson var föräldraledig). Programmet hade premiär den 12 juni klockan 09:00 och hade denna säsong ett miljötema där alla skulle bli planetskötare. Några av de inbjudna gästartisterna var Rebecka Karlsson, FO&O, Benjamin Ingrosso, Hasse Andersson och Peg Parnevik. 
Program som visades var "Ett Fall för KLURO", "Annedroider", "Mysteriet på Barnkanalen" och "Kosmoo". 
Sommarskuggan spelades av Malin Olsson.

### 2018
Sommarlov 2018 sändes mellan den 11 juni och 17 augusti. Programledare var återigen Malin Olsson, Alexander Hermansson och Angelika Prick. Under någon veckas tid medverkade även Alexander Hermanssons dåvarande fru Caroline Hermansson som programledare. Nytt för året var att programmet sändes från Beijers park i Malmö och förbandades vardagen före sändning.
Temat för året var demokrati.
Sommarskuggan spelades av Caroline Hermansson.

### 2019
Sommarlov 2019 sändes mellan den 10 juni och 16 augusti. Programledare var Malin Olsson, Alexander Hermansson, Angelika Prick och ny för året Markus Granseth. Under några veckors tid medverkade även Henrik Helling, främst känd från SVT:s serie Klassen, som programledare. I vissa avsnitt, främst i förinspelade delar, medverkade även Marianne Mörck i rollen som kapten Doris. Temat detta år var hjärnan.
I avsnitt 46 avslöjades det att Hasse Andersson var Sommarskuggan nummer fyra. Programmet spelades även detta år in i Beijers park i Malmö och förbandades vardagen före sändning.

### 2020
Sommarlov 2020 sändes mellan den 8 juni och 14 augusti. Programledare var Malin Olsson, Alexander Hermansson, Angelika Prick, Markus Granseth och ny för året Ida On. Malin Olsson medverkade dock endast de två första veckorna då hon skulle spela in ett annat program under resten av sommaren.
I vissa avsnitt, främst förinspelade, medverkade även Marianne Mörck i rollen som kapten Doris. Beijers Park i Malmö var primär inspelningsplats för programmet, men delar var även inspelade i Ishotellet i Jukkasjärvi och i Tykarpsgrottan i Hässleholm. 
2020 års tema var kompisar, där man tex skapade en kompisklubb som alla kunde gå med i och skrev upp tips på hur man är en bra kompis. Program som visades detta år var "Skattsökarna", "Vilse i Oz", "Trex" och "Los och Lupus". Artister som gästade programmet detta året var till exempel Dotter, Hasse Andersson, The Mamas, Anna Bergendahl och Måns Zelmerlöw. 
Med anledning av den pågående Corona-pandemin och myndighetsrestriktioner som förbjöd större folksamlingar, spelades programmet in utan publik på inspelningsplatsen detta år.
Sommarskuggan spelades detta år av David Sundin, vilket avslöjades den 5 augusti.

### 2021
Sommarlov 2021 sändes 14 juni till 20 augusti. Programledare var Alexander Hermansson, Angelika Prick, Ida On, Markus Granseth och Dante Zia. Den sistnämnde var ny för året och medverkade istället för Malin Olsson som då var mammaledig. Olof Wretling medverkade även i programmet som uppfinnaren ”Ensten”. 
Även detta år sändes samtliga program utan publik på grund av Corona-pandemin.
Temat för år 2021 var ”Rörelse”. Tillsammans med tittarna ville producenterna skapa ”Världens största rörelsedagbok”. Sommarlovs "Rörelse Rörelse" invigdes av prins Daniel.
Sommarskuggan spelades den här gången av Marianne Mörck i rollen som kapten Doris.

### 2022
Sommarlov 2022 sändes 13 juni till 19 augusti och även detta år från Beijers Park i Kirseberg i Malmö. Programledare var Malin Olsson, Alexander Hermansson, Angelika Prick, Ida On och Dante Zia.
Temat för år 2022 var ”Backa upp småkrypen” och gick ut på att upplysa om småkrypens alla egenskaper. Till exempel byggdes ett småkrypshotell på Bussters övervåning och en småkrypsutmaning hölls varje tisdag. Detta år kunde publiken få vara med på inspelningarna igen efter två års uppehåll.
Exempel på program som sändes var "Småkryp", ”Labyrint: Volfram Vaknar”, "Vännerna och Gröna Ljuset", ”Malory Towers” och ”Fixaräventyret”.
Sommarskuggan detta år var artisten Tusse Chiza.

### 2023

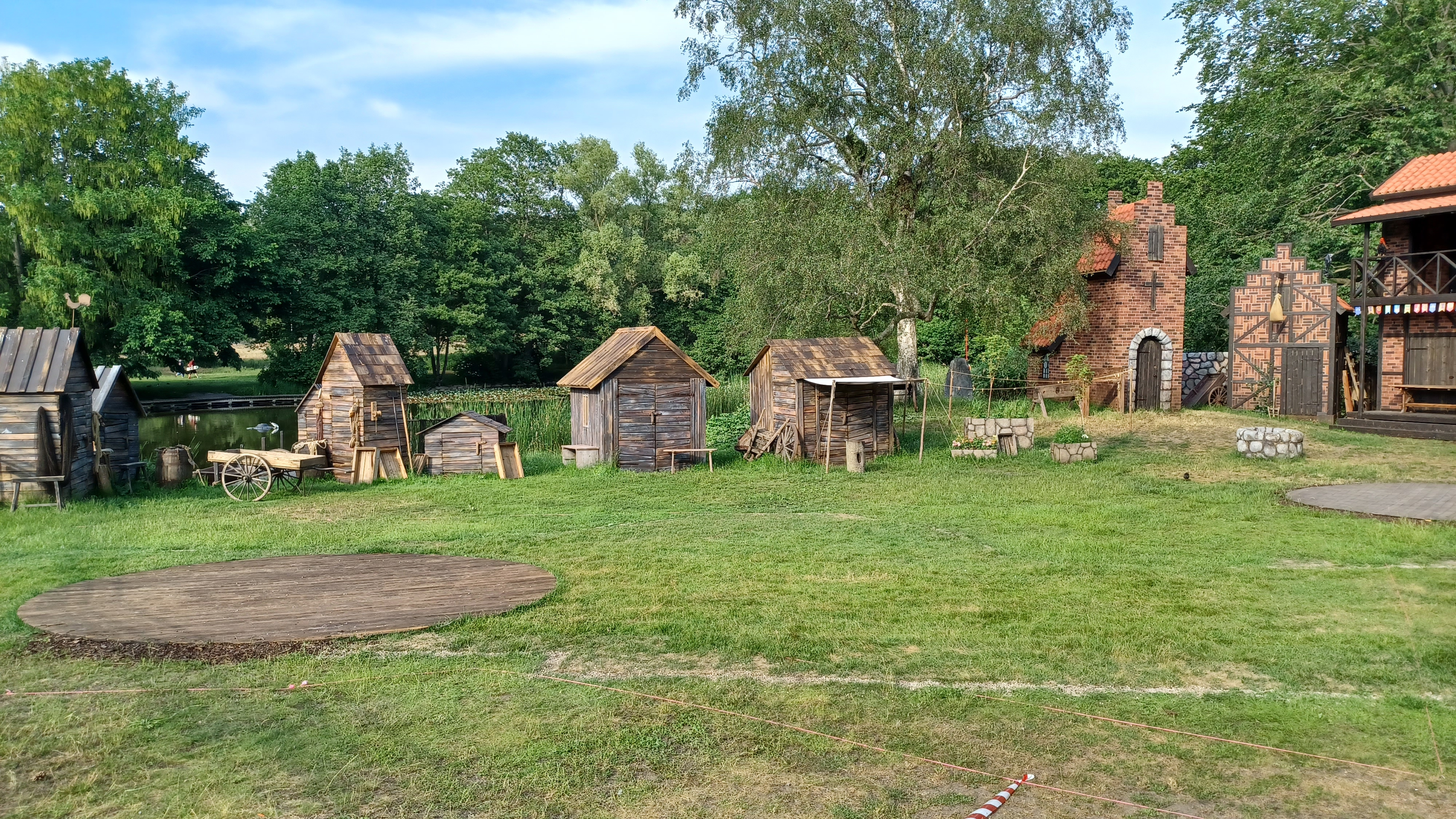
Medeltidstema på Beijers park

Sommarlov 2023 sändes 12 juni till 18 augusti och även detta år från Beijers Park, Malmö. Programledare var Malin Olsson, Alexander Hermansson, Angelika Prick, Ida On och nykomlingen Adrian Alebo Andersson.
Temat var historia, där programledarna tillsammans med publiken lekte sig igenom tre historiska tidsperioder. Dessa var medeltiden, upplysningen och 1980-talet. Detta år användes inte bussen som varit med i programmet sedan 2013. Scenografin ersattes istället av miljöer som passar just den tidsperiod de befinner sig i.
Artister besökte Sommarlov som vanligt, då pausade man leken. Exempel på artister som gästade var Smash Into Pieces, Panetoz, Marcus & Martinus och Kiana.
Exempel på program som visades var ”Big Top Academy”, ”Babylons stol”, "Grizzy och lämlarna", ”Superhjälteskolan” och ”Cleo löser fallet”.
I det sista avsnittet avslöjades det att det var programledaren Alexander Hermansson som var Sommarskuggan.

### 2024

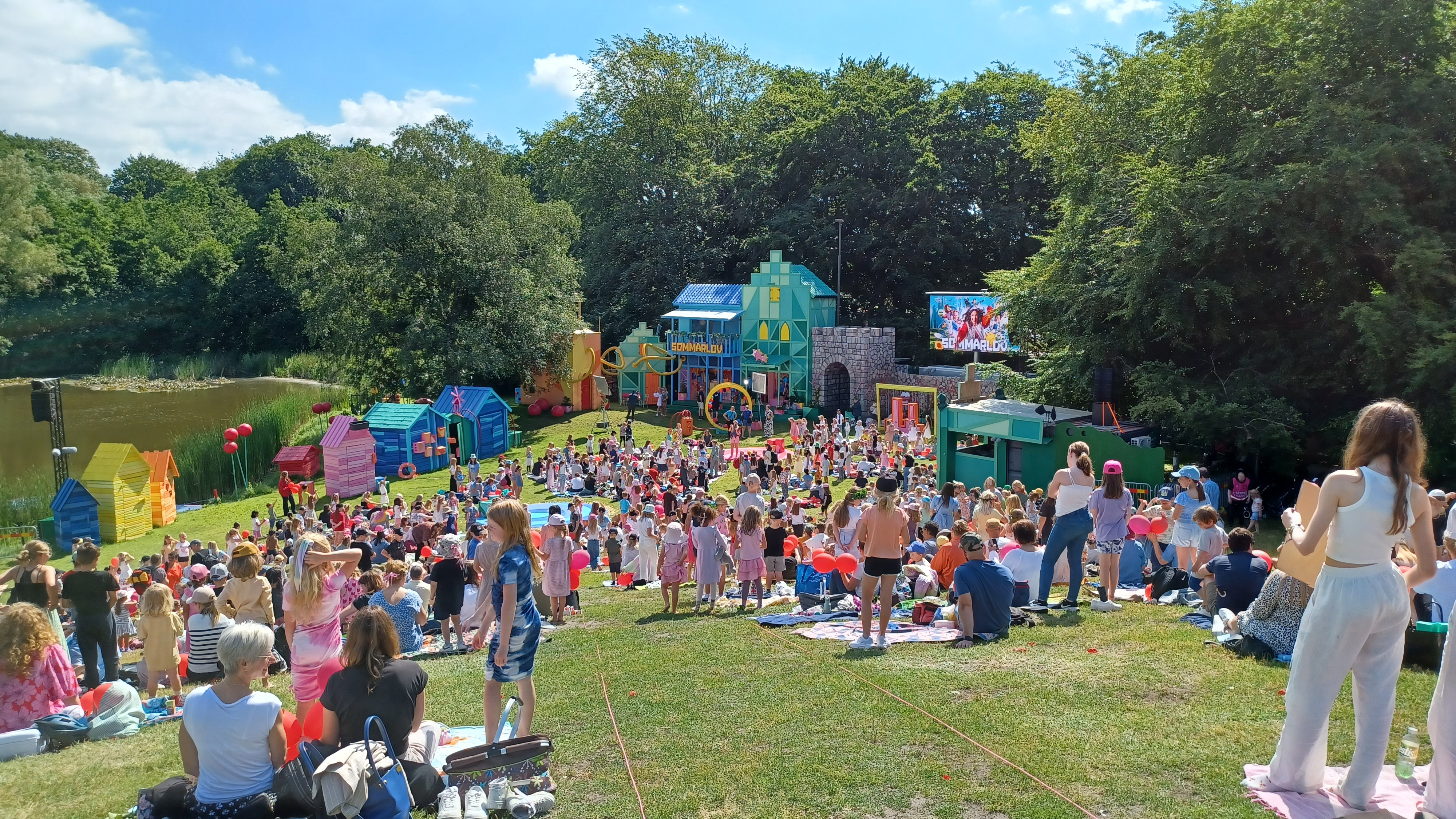
Sommarlovsbesökare i Beijers park 2024, med tema framtiden

Sommarlov 2024 sändes från 10 juni till 16 augusti i Beijers park i Malmö. Programledare var Malin Olsson, Alexander Hermansson, Ida On, Adrian Alebo Andersson, Angelika Prick och nykomlingen Ellen Särnevång. Årets tema för programmet var framtiden, och gick ut på att ge framtidshopp åt "Chefen", som gömt sig i skogen för att undgå framtiden. Tittarna kunde under programmet skicka in sina tankar om framtiden och gäster kom och berättade om hur framtiden skulle kunna bli.
Artister som gästade programmet det året var till exempel Cazzi Opeia, Elecktra, Smash Into Pieces, Maria Sur och Anis Don Demina.
Program som visades var till exempel "Farmarligan", "Tidlös Prinsessa", "Cleo löser fallet", ”Hotell Transsylvanien" och "Home Sweet Rome".
Sommarskuggan var detta året youtubern Tomu, vilket avslöjades den 14 augusti.

### 2025
Sommarlov 2025 sändes från 9 juni till 15 augusti i Beijers park i Malmö. Programledare var Malin Olsson, Ellen Särnevång, Ida On samt nykomlingarna Ken Gerhardsson och Haider El Timimi. Adrian Alebo Andersson medverkade fortfarande i programmet som flygande reporter och reste runt i Sverige i jakt på Sommarskuggan. Under några veckors tid medverkade även André Gatu som programledare. Temat var att minska barns skärmtid och inspirera dem till att göra andra aktiviteter. Tittarna kunde registrera sina aktiviteter i Duo-appen och målet var att tittarna skulle göra en miljon skärmfria aktiviteter under sommaren. Totalt checkades 1 028 387 skärmfria aktiviteter av och därav klarades målet på en miljon.
Artister som besökte programmet detta år var till exempel Medina, Meira Omar, Smash Into Pieces, Scarlet och Klara Hammarström.
Program som sändes under sommaren var till exempel "Ett Fall för KLURO", "Agenterna", "Dino-Dex", "De tre musketörerna" och "Smurfarna".
Den 10 augusti avslöjades det att Sommarskuggan var Joel Adolphson från humorgruppen IJustWantToBeCool.

## Ekonomi
Programmet 2012 hade en budget på åtta miljoner kronor. Att SVT uppger vad program kostar är ovanligt. Uppgiften framkom i samband med att Dagens Nyheter i slutet av juli 2012 inlett undersökningar av representationskostnader inom myndigheter.

## Programledare
Nedan står vilka olika programledare som har lett de olika säsongerna av Sommarlov.
| Programledare          | Säsonger | Säsonger | Säsonger | Säsonger | Säsonger | Säsonger | Säsonger | Säsonger | Säsonger | Säsonger | Säsonger | Säsonger | Säsonger | Säsonger | Säsonger | Säsonger | Säsonger | Säsonger | Säsonger | Säsonger | Säsonger |
| Programledare          | 01       | 02       | 03       | 04       | 05       | 06       | 07       | 08       | 09       | 10       | 11       | 12       | 13       | 14       | 15       | 16       | 17       | 18       | 19       | 20       | 21       |
| ---------------------- | -------- | -------- | -------- | -------- | -------- | -------- | -------- | -------- | -------- | -------- | -------- | -------- | -------- | -------- | -------- | -------- | -------- | -------- | -------- | -------- | -------- |
| Gila Bergqvist         |          |          |          |          |          |          |          |          |          |          |          |          |          |          |          |          |          |          |          |          |          |
| Jan Trolin             |          |          |          |          |          |          |          |          |          |          |          |          |          |          |          |          |          |          |          |          |          |
| Ellinor Persson        |          |          |          |          |          |          |          |          |          |          |          |          |          |          |          |          |          |          |          |          |          |
| Peter Settman          |          |          |          |          |          |          |          |          |          |          |          |          |          |          |          |          |          |          |          |          |          |
| Fredde Granberg        |          |          |          |          |          |          |          |          |          |          |          |          |          |          |          |          |          |          |          |          |          |
| Erik Haag              |          |          |          |          |          |          |          |          |          |          |          |          |          |          |          |          |          |          |          |          |          |
| Sara Haag              |          |          |          |          |          |          |          |          |          |          |          |          |          |          |          |          |          |          |          |          |          |
| Peps Svensson          |          |          |          |          |          |          |          |          |          |          |          |          |          |          |          |          |          |          |          |          |          |
| Malin Olsson           |          |          |          |          |          |          |          |          |          |          |          |          |          |          |          |          |          |          |          |          |          |
| Kringlan Svensson      |          |          |          |          |          |          |          |          |          |          |          |          |          |          |          |          |          |          |          |          |          |
| Joni Söderström Winter |          |          |          |          |          |          |          |          |          |          |          |          |          |          |          |          |          |          |          |          |          |
| Rijal Mbamba           |          |          |          |          |          |          |          |          |          |          |          |          |          |          |          |          |          |          |          |          |          |
| Farah Abadi            |          |          |          |          |          |          |          |          |          |          |          |          |          |          |          |          |          |          |          |          |          |
| Alexander Hermansson   |          |          |          |          |          |          |          |          |          |          |          |          |          |          |          |          |          |          |          |          |          |
| Angelika Prick         |          |          |          |          |          |          |          |          |          |          |          |          |          |          |          |          |          |          |          |          |          |
| Caroline Hermansson    |          |          |          |          |          |          |          |          |          |          |          |          |          |          |          |          |          |          |          |          |          |
| Markus Granseth        |          |          |          |          |          |          |          |          |          |          |          |          |          |          |          |          |          |          |          |          |          |
| Henrik Helling         |          |          |          |          |          |          |          |          |          |          |          |          |          |          |          |          |          |          |          |          |          |
| Ida On                 |          |          |          |          |          |          |          |          |          |          |          |          |          |          |          |          |          |          |          |          |          |
| Dante Zia              |          |          |          |          |          |          |          |          |          |          |          |          |          |          |          |          |          |          |          |          |          |
| Adrian Alebo Andersson |          |          |          |          |          |          |          |          |          |          |          |          |          |          |          |          |          |          |          |          |          |
| Ellen Särnevång        |          |          |          |          |          |          |          |          |          |          |          |          |          |          |          |          |          |          |          |          |          |
| Ken Gerhardsson        |          |          |          |          |          |          |          |          |          |          |          |          |          |          |          |          |          |          |          |          |          |
| Haider El Timimi       |          |          |          |          |          |          |          |          |          |          |          |          |          |          |          |          |          |          |          |          |          |
| André Gatu             |          |          |          |          |          |          |          |          |          |          |          |          |          |          |          |          |          |          |          |          |          |